# ロジェール・アサレ
ロジェール・アサレ（Roger Assalé、1993年11月13日 - ）は、コートジボワール・アベンゴウロー出身のプロサッカー選手。コートジボワール代表。ディジョンFCO所属。ポジションはFW。

## 経歴

### クラブ
2012年にセウェ・スポールでプロキャリアをスタート。2シーズン連続でリーグ優勝を達成した後、TPマゼンベに移籍。 マゼンベではCAFチャンピオンズリーグ2015優勝など、多くの成功を収めた。
2017年2月10日よりBSCヤングボーイズにレンタルで加入し、7月に完全移籍。
2020年1月31日、CDレガネスにシーズン終了までのレンタル移籍。2019-20シーズン最終戦のレアル・マドリード戦では、1-2の場面から同点ゴールを決めるも、試合は2-2で終わり、2部降格が決定した。
2020年9月6日、ディジョンFCOへ完全移籍。

### 代表
2013年7月6日、アフリカネイションズチャンピオンシップ2014予選のナイジェリア代表戦で初出場。チームは4-1で勝利したが、アサレは同試合で退場処分を受けた。2018年3月27日、親善試合のモルドバ代表選で初ゴールを決めた。
主要大会ではアフリカネイションズカップの2015年大会と2019大会で召集されたが、いずれも試合には出場していない。

## タイトル
セウェ・スポール
- コートジボワール・プレミア・ディビジョン：2013, 2014

TPマゼンベ
- リナフット：2014, 2015
- CAFチャンピオンズリーグ：2015
- CAFスーパーカップ：2016

BSCヤングボーイズ
- スーパーリーグ：2018, 2019

コートジボワール代表
- アフリカネイションズカップ：2015